# Domani è un altro giorno/C'è qualcosa che non sai
Domani è un altro giorno/C'è qualcosa che non sai è un singolo di Ornella Vanoni pubblicato nel 1971 dalla Ariston.
Domani è un altro giorno, scritta da Giorgio Calabrese e Jerry Chesnut, è una cover del brano inglese della cantante statunitense Tammy Wynette dal titolo The Wonders You Perform; Venne inserita nell'album Tammy's Greatest Hits, Volume II  come ultimo pezzo del lato b del disco 33 giri.
Il brano nel 1972 venne inserito nell'album di Ornella Vanoni dal titolo Un gioco senza età.
Nell'ottobre del 1971 approda in classifica alla posizione 9° per poi rimanere 10 settimane in classifica.
Il brano viene reinciso da Noemi nel 2019 come colonna sonora del film Domani è un altro giorno per la regia di Simone Spada.
C'è qualcosa che non sai è un brano musicale composto da Maria Lorena Bernini e Piero Pintucci Edizioni: La Bussola. Fu pubblicato dalla Ariston nel 1971 nell'interpretazione di Ornella Vanoni.

## Classifica settimanale
| Classifica (1971) | Posizione | Artista        |
| ----------------- | --------- | -------------- |
| Italia            | 4         | Ornella Vanoni |

## Classifica annuale[5]
| Classifica (1971) | Posizione | Artista        |
| ----------------- | --------- | -------------- |
| Italia            | 20        | Ornella Vanoni |